# 索列姆海姆
索列姆海姆，Thrymheim。在北歐神話中，是位在約頓海姆（Jothuheim）的一的地名，意思是「喧囂的房子」（house of uproar）。位在約頓海姆，是個充滿冰雪的地方，住在這個居所的是巨人夏基（Thiazi），他的女兒絲卡蒂（Skadi）也是住在這裡，而當她結婚而離開之後，她變得非常懷念這裡。 